# عمار مناف رمضان
عمار مناف رمضان لاعب كرة قدم سوري من مواليد إدلب عام 2001 بدأ مسيرته في مدرسة نادي جبلة بعمر 5 سنوات ثم انتقل لنادي مصفاة بانياس و‌نادي الخور القطري قبل ان يتعاقد معه نادي يوفنتوس الإيطالي عام 2016 ليلعب له في فئة الناشئين ثم تعاقد مع نادي فيرينكفاروسي المجري عام 2019 ليلعب له في فئة الشباب.
وهو ابن لاعب المنتخب السوري سابقاً ويعمل كمدرب حالياً مناف رمضان.